# Cité de l'automobile

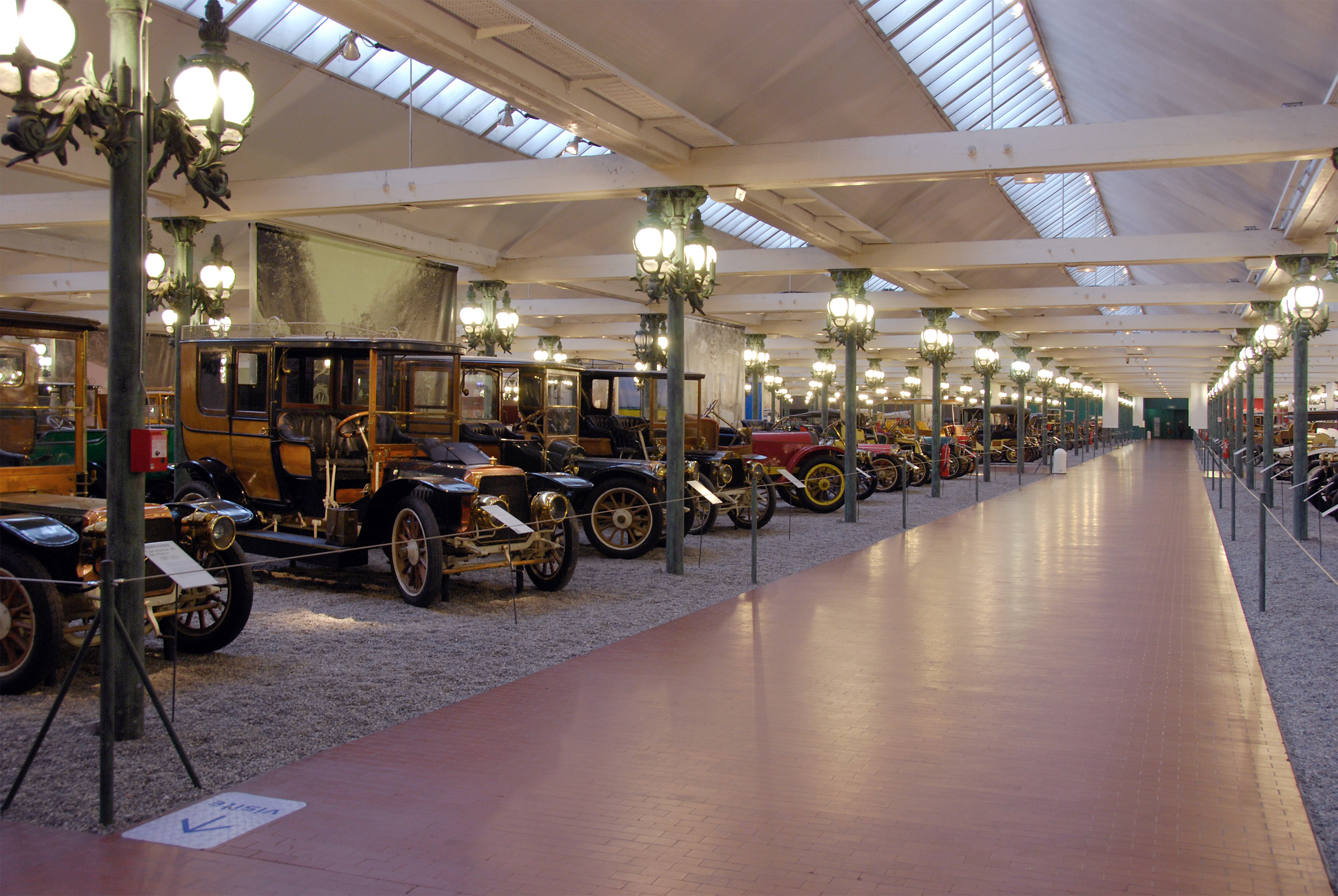
Vista della sala principale

La Musée National de l'Automobile – Collection Schlumpf è il più grande museo dell'automobile del mondo, con una collezione di 500 automobili. È situato a Mulhouse, in Alsazia, Francia. Ha una superficie espositiva di 25.000 m², 17.000 dei quali in una sola enorme sala.
Il nucleo centrale del patrimonio museale sono 400 vetture risalenti agli albori della storia dell'automobile collezionate dai due fratelli Fritz e Hans Schlumpf, un tempo facoltosi industriali tessili andati in rovina a causa della loro passione per il collezionismo di veicoli storici.

## Esposizione

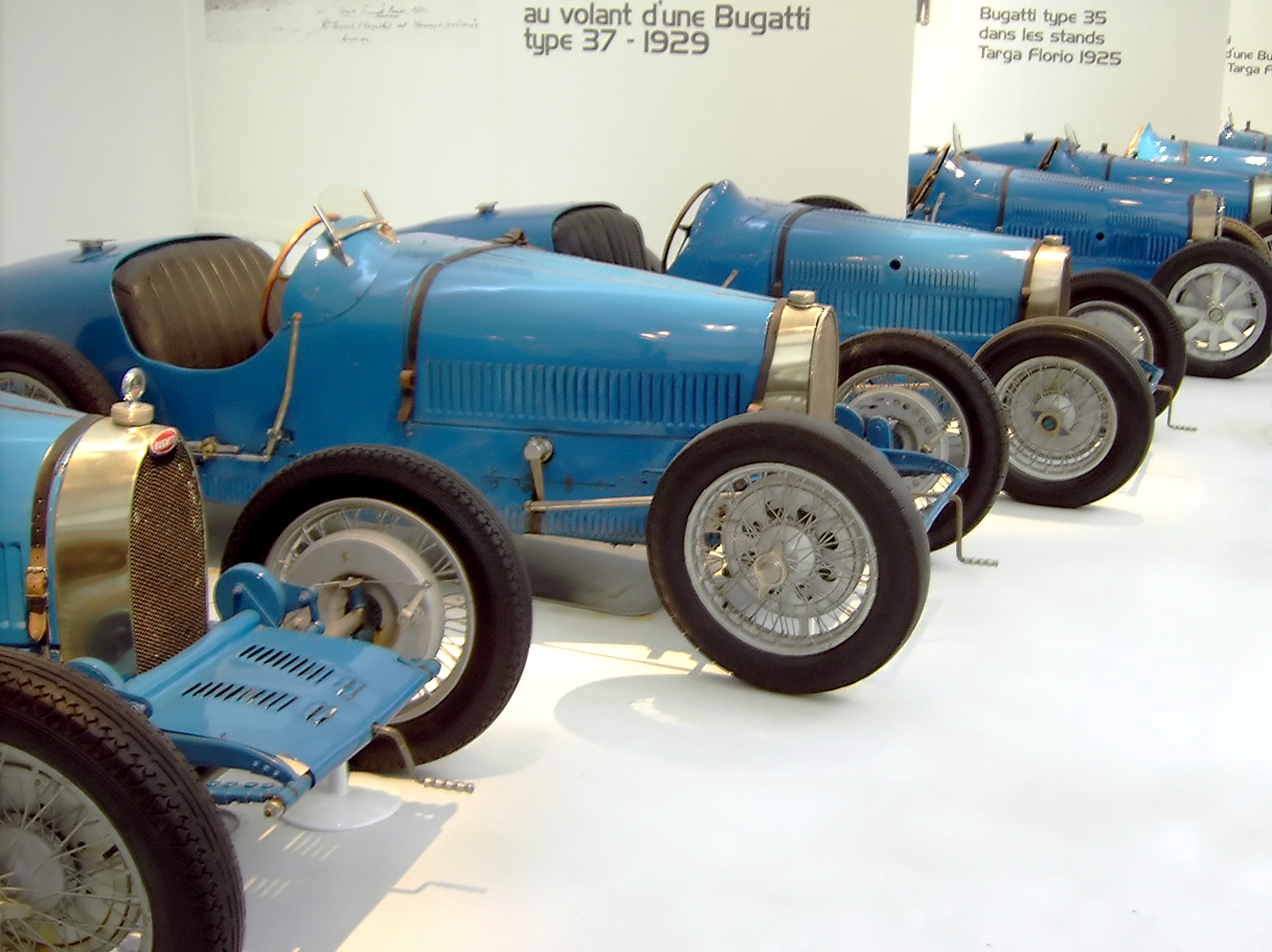
Vetture da corsa Bugatti

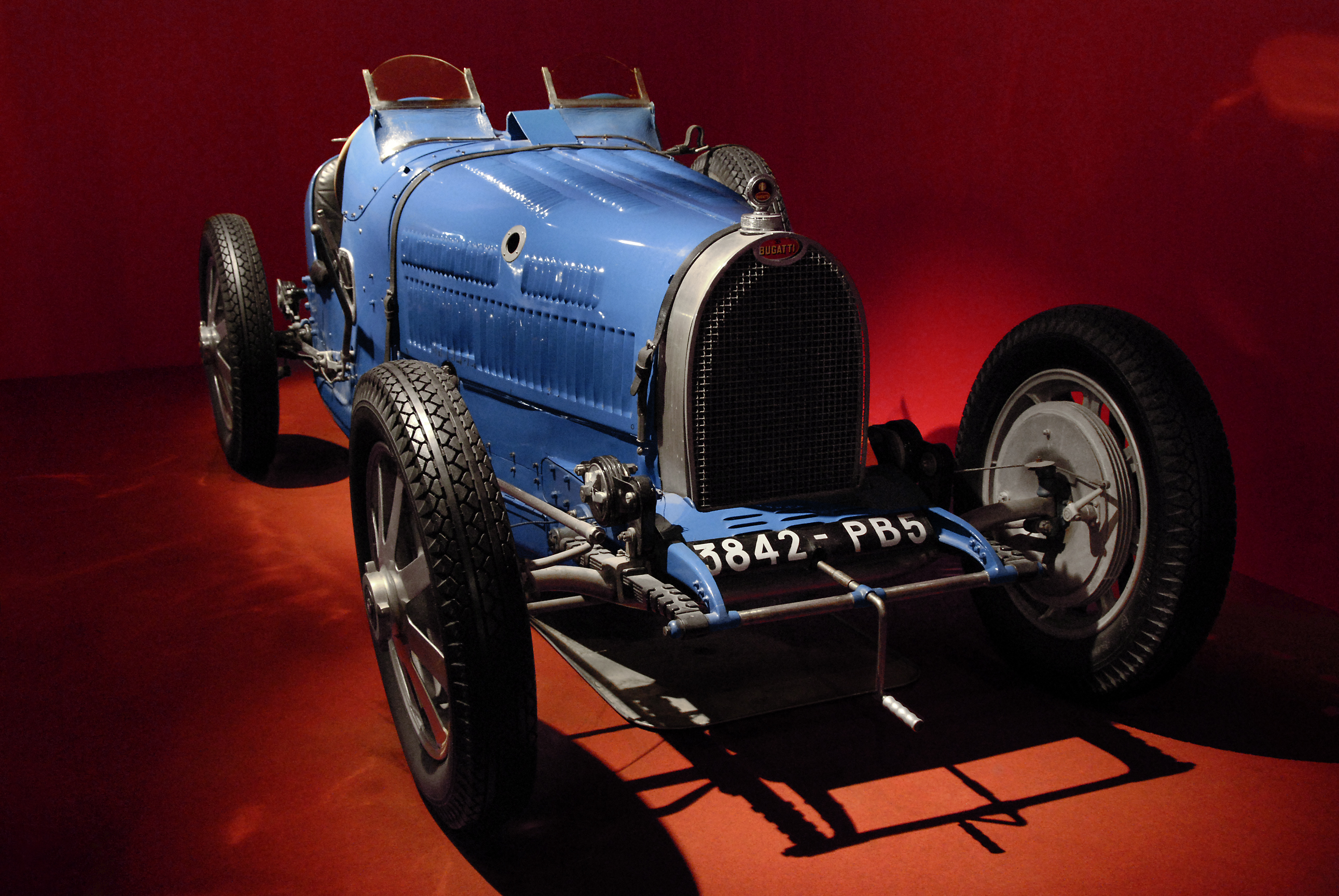
Una Bugatti Tipo 35

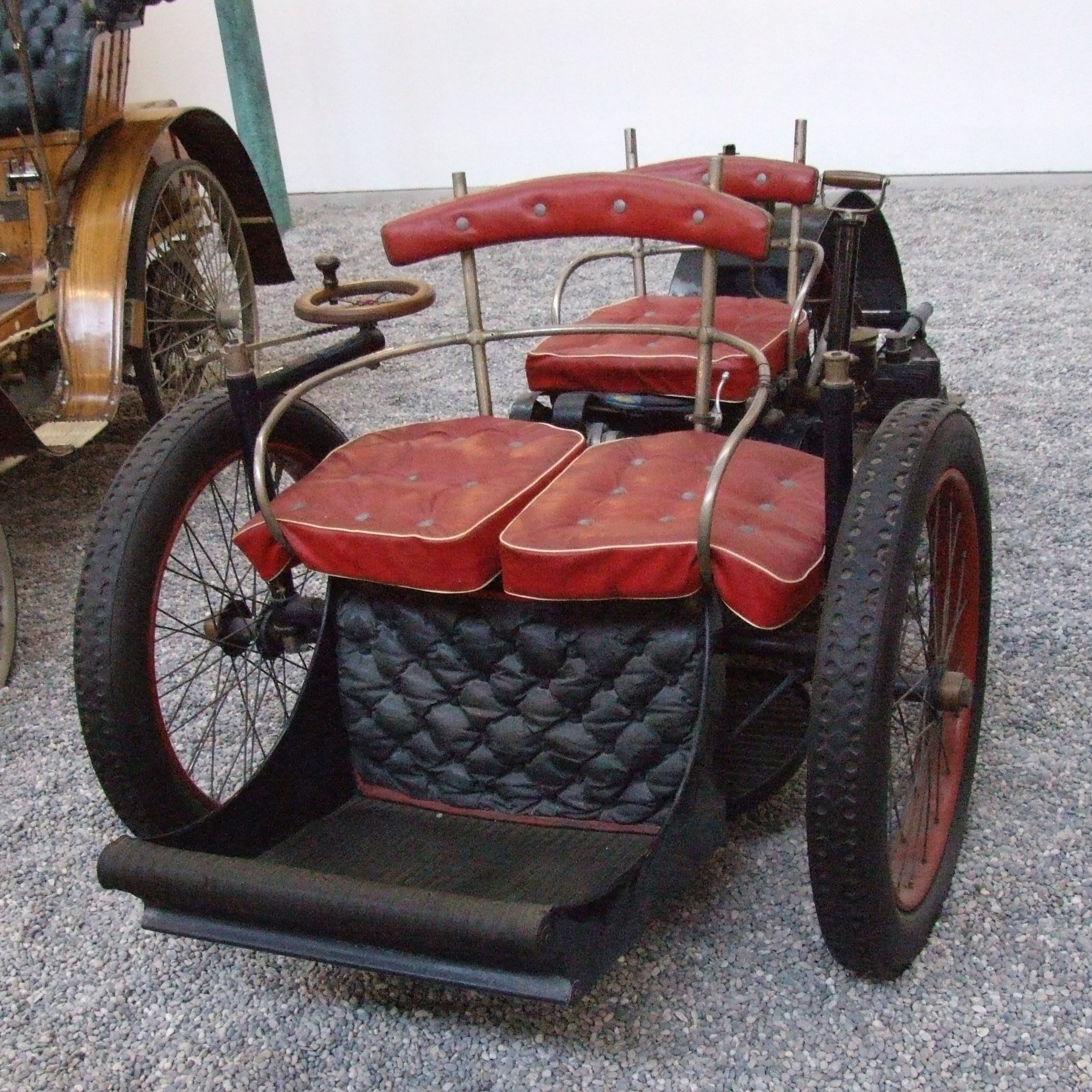
Léon Bollées Dreirad Voiturette (1896)

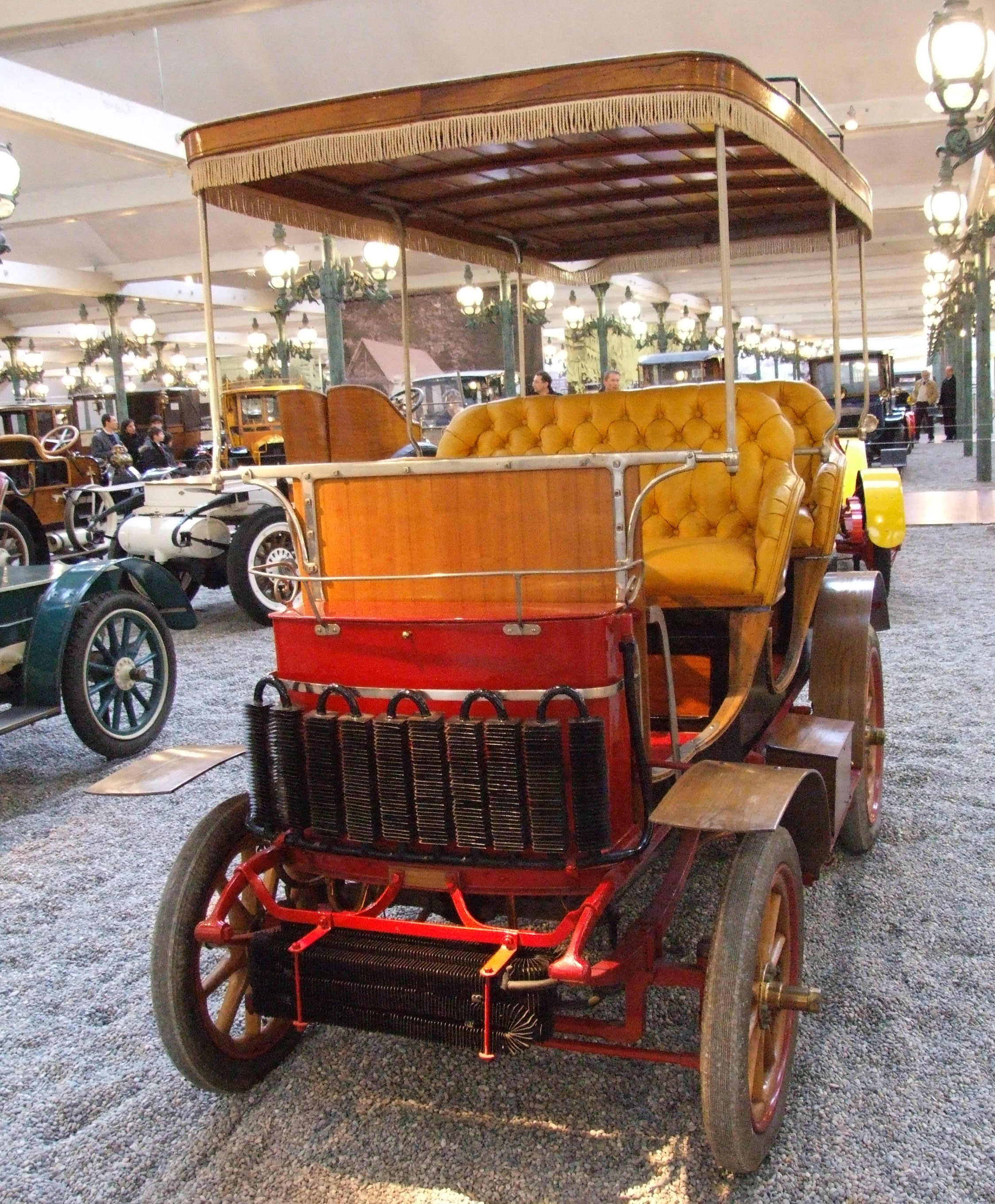
Gardner-Serpollet Doppelphaeton Typ A (1902)

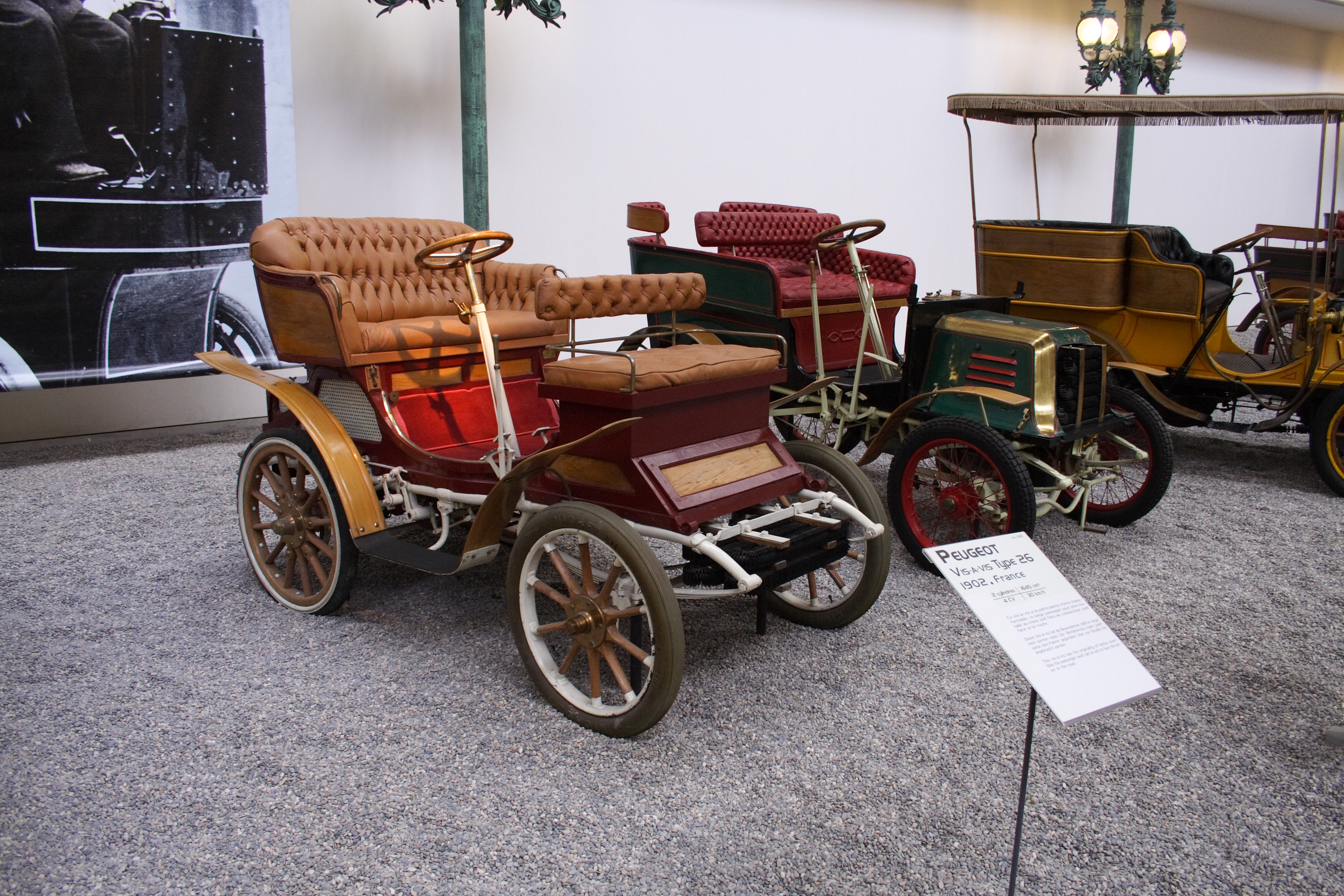
Peugeot Typ 26 Vis-à-vis (1902)

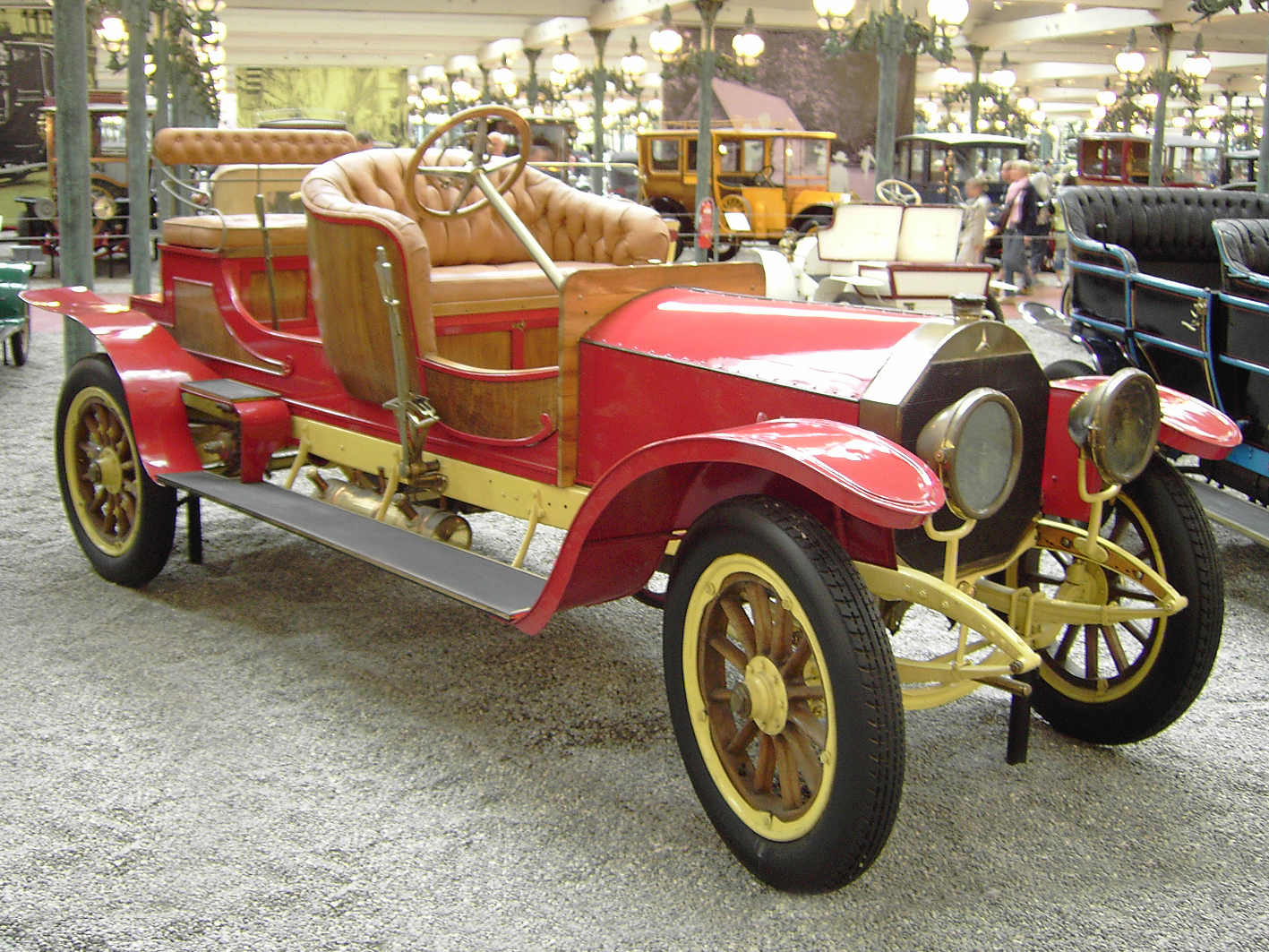
Mercedes Doppelphaeton (1905)

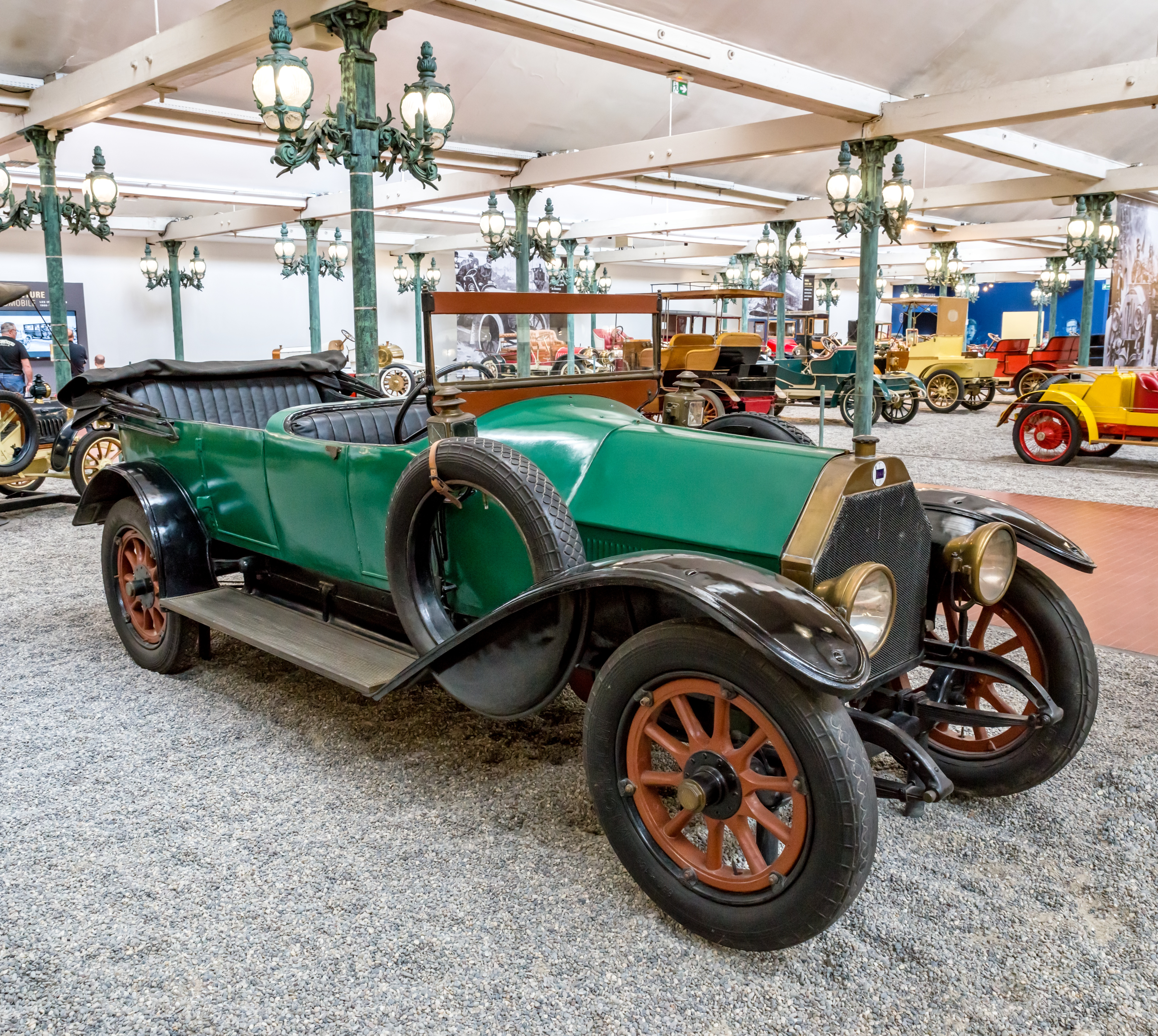
Lancia Epsilon (1912)

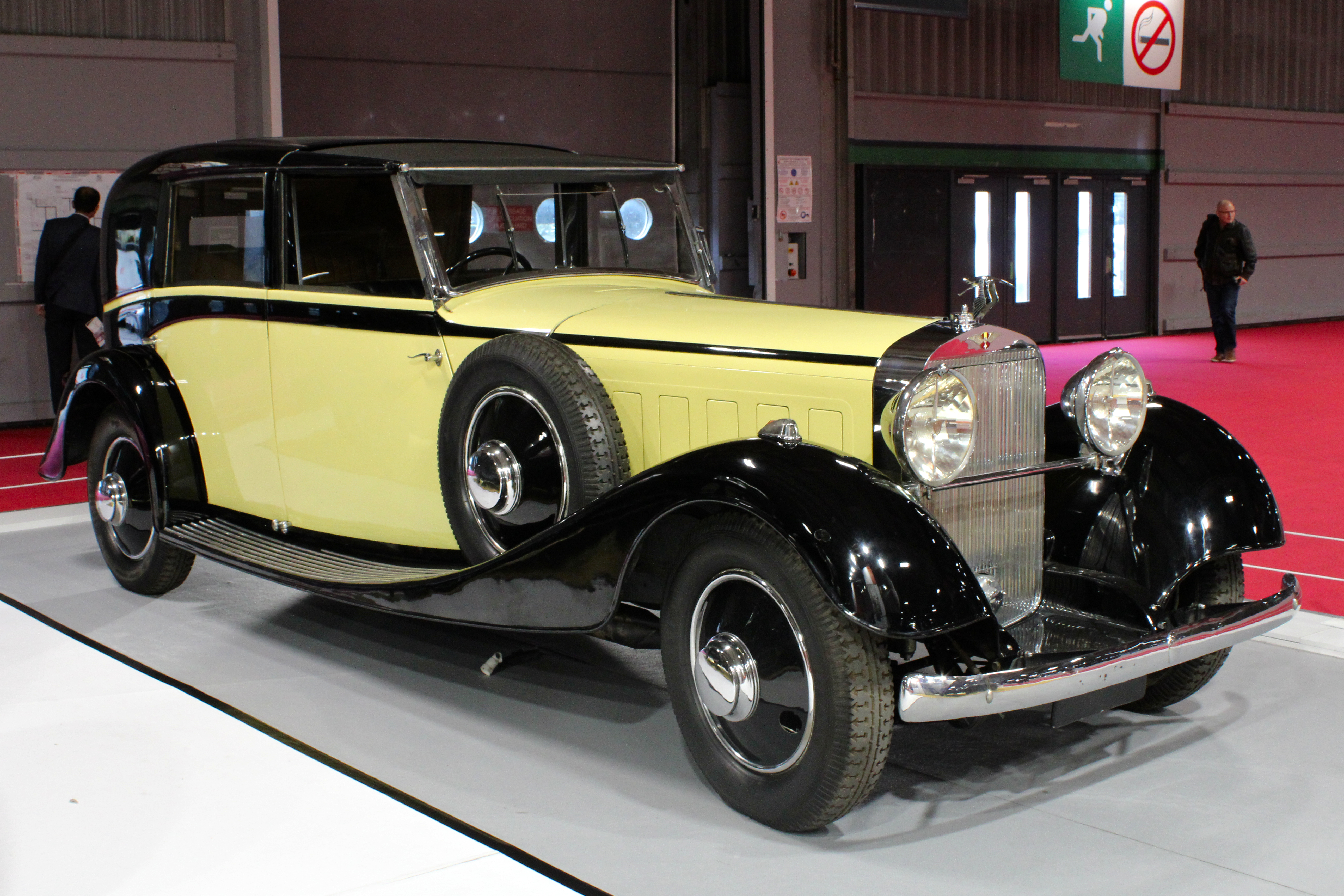
Hispano-Suiza J12 (1934)

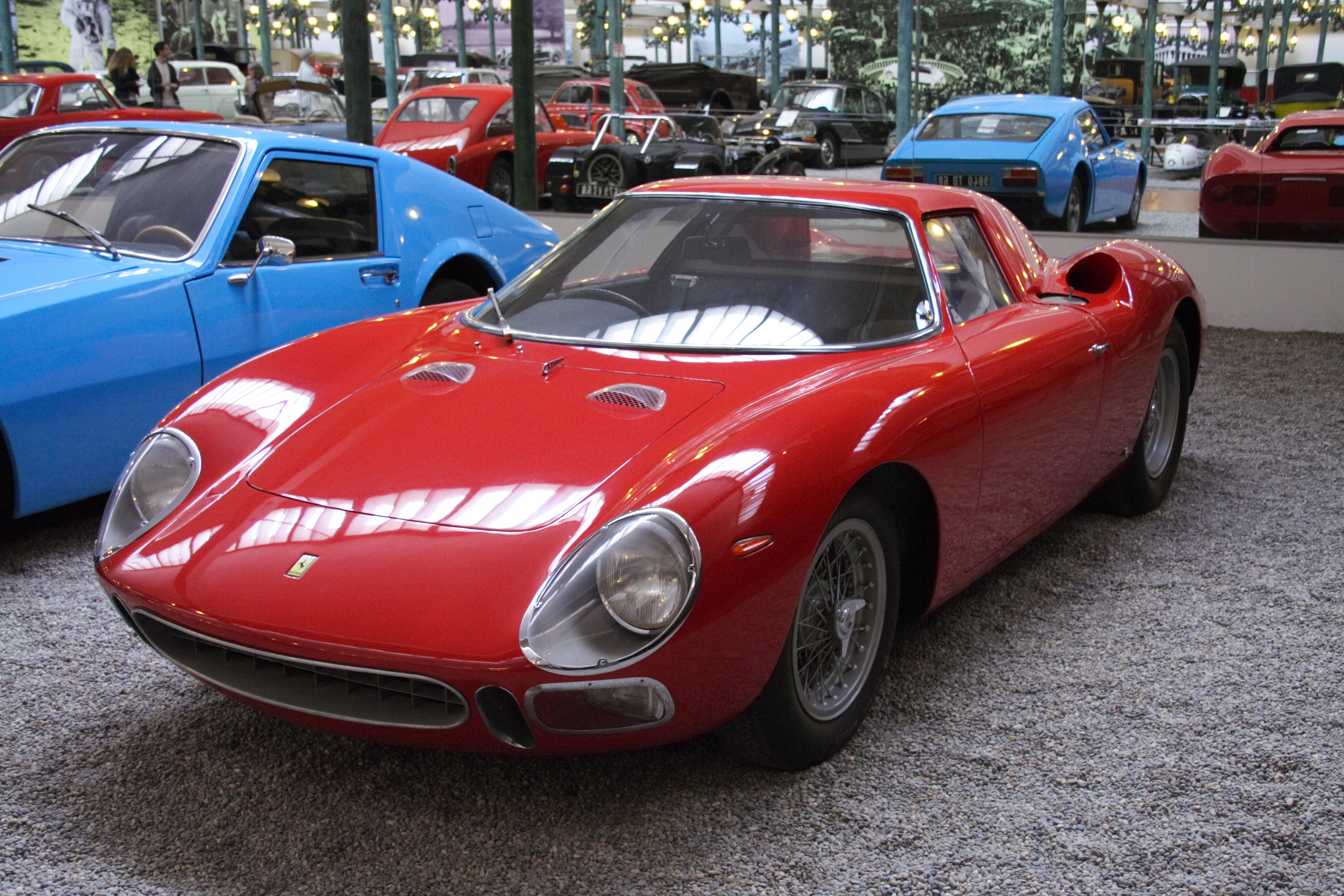
Ferrari 250 LM (1964)

Un ampio spazio è dedicato alle 87 vetture del marchio Bugatti, tra di loro si trovano due delle sei Bugatti Royale (Tipo 41) esistenti al mondo così come la ricostruzione di un altro esemplare dello stesso veicolo (ad un'asta del 1991 una Bugatti di questo tipo ha raggiunto un valore di 8 milioni di dollari).
Insieme alle Bugatti vi sono alcuni modelli di veicoli d'epoca molto antichi di marche famose (dati di marzo 2011):
- 1 Adler
- 1 AFG Grégoire
- 1 Alart
- 7 Alfa Romeo
- 1 Alpine
- 4 Amilcar
- 2 Arzens
- 1 Aster
- 1 Audi
- 3 Ballot
- 1 Bardon
- 2 Barré
- 1 Baudier
- 1 Benetton
- 5 Bentley
- 7 Benz
- 1 Berliet
- 1 BNC
- 1 Brasier
- 1 Charron
- 1 Cisitalia
- 7 Citroën
- 2 Clément-Bayard
- 1 Clément-De Dion
- 1 Clément-Panhard
- 1 Corre-La Licorne
- 3 Daimler
- 4 Darracq
- 1 Decauville
- 1 De Dietrich
- 16 De Dion-Bouton
- 2 Delage
- 4 Delahaye
- 2 Delaunay-Belleville
- 1 Dufaux
- 1 Esculape
- 1 Facel Vega
- 2 Farman
- 12 Ferrari
- 3 FIAT
- 1 Ford
- 1 Fouillaron
- 3 Gardner-Serpollet
- 3 Georges Richard
- 1 Gladiator
- 11 Gordini
- 1 Grégoire
- 2 Grégoire
- 1 Hermes-Simplex
- 7 Hispano-Suiza
- 3 Horch
- 1 Hotchkiss Grégoire
- 1 Hurtu
- 2 Isotta Fraschini
- 1 Jacquot Dampfwagen
- 1 Jordan
- 3 Lancia
- 1 Le Gui
- 3 Le Zèbre
- 1 Léon Bollée
- 1 Ligier
- 4 Lion-Peugeot
- 2 Lorraine-Dietrich
- 4 Lotus
- 1 MAF
- 8 Maserati
- 1 Mathis
- 1 Maurer-Union
- 2 Maybach
- 1 McLaren
- 1 Menier
- 5 Mercedes
- 1 Mercedes-Benz
- 1 Minerva
- 1 Monet et Goyon
- 2 Mors
- 1 OM
- 5 Panhard
- 12 Panhard & Levassor
- 19 Peugeot
- 1 Philos
- 1 Pic Pic
- 3 Piccolo
- 2 Pilain
- 5 Porsche
- 18 Renault
- 1 Rhéda
- 1 Rochet-Schneider
- 10 Rolls-Royce
- 1 Sage
- 1 Salmson
- 1 Scott
- 1 Sénéchal
- 4 SIMCA
- 1 Sizaire-Naudin
- 1 Soncin
- 1 Jaguar
- 1 Steyr
- 2 Talbot-Lago
- 1 Trabant
- 1 Tracta
- 1 Vaillante
- 1 Valentine
- 1 Violet-Bogey
- 2 Voisin
- 1 Williams
- 1 Zedel

Nei depositi del museo si trova anche una Mercedes „Silberpfeil“ Typ W 154 II (1939), per la quale sono stati offerti dapprima 17 ed in seguito 30 milioni di euro così come la seconda delle due Bugatti Tipo 251. L'intera collezione appartiene ai beni culturali francesi e non è pertanto cedibile.